# Lista skrótowców przed nazwami okrętów
Skrótowce przed nazwami okrętów – akronimy używane przed nazwami okrętów w różnych marynarkach wojennych oraz statków w służbie państwowej.
Część poniższych skrótowców to akronimy tradycyjne (jak USS, HMS, ORP), część zaś powstała później. Niektóre są używane jedynie dla potrzeb kodów NATO (jak FGS) lub publikacji anglojęzycznych (jak HIJMS); oznaczono je przez „ang.”. Część występuje w dwóch wariantach: krajowym i anglojęzycznym.
Tabela nie obejmuje skrótowców klas okrętów (np. BB, DD) ani oznaczeń typów statków (np. MS, SS).
| Państwo                                         | Służba                                                                                             | Skrót                                    | Znaczenie |
| ----------------------------------------------- | -------------------------------------------------------------------------------------------------- | ---------------------------------------- | --- |
| Arabia Saudyjska                                | Królewska Saudyjska Marynarka Wojenna                                                              | HMS                                      | His Majesty's Ship – Okręt Jego Królewskiej Mości |
| Argentyna                                       | Armada de la República Argentina Marynarka Wojenna Republiki Argentyny                             | ARA                                      | Armada de la Republica Argentina |
| Australia                                       | Royal Australian Navy Królewska Marynarka Wojenna Australii                                        | HMAS                                     | His/Her Majesty's Australian Ship – Australijski Okręt Jego/Jej Królewskiej Mości |
| Austro-Węgry                                    | K.u.K. Kriegsmarine Marynarka Cesarsko-Królewska                                                   | SMS                                      | Seiner Majestät Schiff – Okręt Jego Cesarskiej Mości |
| Bahamy                                          | Royal Bahamas Defence Force Królewskie Siły Obronne Bahamów                                        | HMBS                                     | His/Her Majesty's Bahamian Ship – Bahamski Okręt Jego/Jej Królewskiej Mości |
| Bangladesz                                      | Bangladesh Navy Marynarka Wojenna Bangladeszu                                                      | BNS                                      | Bangladesh Naval Ship – Okręt Marynarki Bangladeszu |
| Barbados                                        | Barbados Defence Force Siły obronne Barbadosu                                                      | HMBS                                     | His/Her Majesty's Barbadian Ship – Barbadoski Okręt Jego/Jej Królewskiej Mości |
| Belgia                                          | Belgian Naval Component Marynarka Wojenna Belgii                                                   | BNS (ang.)                               | Belgium Naval Ship – Okręt Marynarki Belgii |
| Boliwia                                         | Armada de Bolivia Marynarka Wojenna Boliwii                                                        | AB                                       | Armada de Bolivia |
| Brunei                                          | Tentera Laut Diraja Brunei Królewska Marynarka Wojenna Brunei                                      | KDB                                      | Kapal Di-Raja Brunei - Królewski Okręt Brunei |
| Bułgaria                                        | Woennomorski sili na Byłgarija Marynarka Wojenna Bułgarii                                          | BNG                                      | brak, skrót BNG jest używany przez NATO |
| Chińska Republika Ludowa                        | Zhōngguó Rénmín Jiěfàngjūn Hǎijūn Marynarka Wojenna Chińskiej Armii Ludowo-Wyzwoleńczej            | brak                                     | brak oficjalnego skrótowca; czasami występuje skrótowiec CNS (Chinese Navy Ship) lub PLANS (People's Liberation Army Naval Ship) |
| Chorwacja                                       | Hrvatska ratna mornarica Marynarka Wojenna Chorwacji                                               | brak                                     | Wykorzystywany jest numer burtowy |
| CSA                                             | CS Navy Marynarka Wojenna Stanów Skonfederowanych                                                  | CSS                                      | Confederate States Ship – Okręt Skonfederowanych Stanów |
| Dania                                           | Kongelige Danske Marine Królewska Marynarka Wojenna Danii                                          | HDMS (ang.) KDM (dan.)                   | Kongelige Danske Marine – Duński Okręt Jego/Jej Królewskiej Mości |
| Ekwador                                         | Armada del Ecuador Marynarka Wojenna Ekwadoru                                                      | BAE                                      | Buque de la Armada de Ecuador – Okręt Ekwadorskiej Marynarki Wojennej |
| Estonia                                         | Eesti Merevägi Estońskie Siły Morskie                                                              | EML                                      | Eesti Mereväe Laev – Okręt Estońskiej Marynarki |
| Fidżi                                           | Republic of Fiji Navy Marynarka Wojenna Republiki Fidżi                                            | RFNS                                     | Republic of Fiji Naval Ship – Okręt Republiki Fidżi |
| Filipiny                                        | Philippine Navy Marynarka Wojenna Filipin                                                          | BRP                                      | Barka ng Republika ng Pilipinas – Okręt Republiki Filipin |
| Finlandia                                       | Merivoimat Fińska Marynarka Wojenna                                                                | brak                                     | FNS – Finnish Naval Ship (ozn. NATO) |
| Francja                                         | Marine nationale Francuska Marynarka Wojenna                                                       | OF (pol.) FS (ang.) – nieoficjalny       | Okręt Francuski (używany w latach 1940–41 dla okrętów francuskich pod polską banderą np. dla OF Ouragan) French Ship – Okręt Francuski (ozn. NATO) |
| Grecja (Królestwo)                              | Vasilikón Nautikón Królewska Marynarka Wojenna                                                     | BN                                       | Okręt Królewski |
| Grecja                                          | Polemikó Naftikó Marynarka Wojenna Grecji                                                          | Φ/Γ (gre.) HS (ang.)                     | Hellenic Ship – Okręt Grecki (ozn. NATO) |
| Gujana                                          | Guyana Defence Force Coast Guard Straż Przybrzeżna Wojsk Obrony Gujany                             | GDFS                                     | Guyana Defence Force Ship – Okręt Wojsk Obrony Gujany |
| Królestwo Hawajów                               | Hawaiian Navy Marynarka Wojenna Hawajów                                                            | HHMS                                     | His Hawaiian Majesty's Ship – Okręt Jego/Jej Hawajskiej Królewskiej Mości |
| Hiszpania                                       | Armada Española Hiszpańska Marynarka Wojenna                                                       | brak                                     | |
| Holandia                                        | Koninklijke Marine Królewska Marynarka Holandii                                                    | Hr.Ms./Zr.Ms. (nld.) HNLMS (ang.)        | Hare Majesteit's/Zijne Majesteit's – Jego/Jej Królewskiej Mości |
| Indie (Wspólnota Narodów)                       | Indian Navy Marynarka Wojenna Indii                                                                | HMINS                                    | His/Her Majesty's Indian Naval Ship – Indyjski Okręt Jego/Jej Królewskiej Mości |
| Indie (współczesne)                             | Indian Navy Marynarka Wojenna Indii                                                                | INS                                      | Indian Naval Ship – Okręt Marynarki Indyjskiej |
| Indonezja                                       | Tentara Nasional Indonesia-Angkatan Laut Indonezyjskie Siły Zbrojne – Marynarka Wojenna            | KRI                                      | Kapal Republik Indonesia – Okręt Republiki Indonezji |
| Irak                                            | القوة البحرية العراقية[عدل] Marynarka Wojenna Iraku                                                | brak                                     | |
| Iran                                            | نیروی دریایی ایران Marynarka Wojenna Iranu                                                         | IRIS                                     | ناو جمهوری اسلامی ایران – Okręt Islamskiej Republiki Iranu |
| Irlandia                                        | Irish Naval Service Irlandzka Marynarka Wojenna                                                    | LÉ                                       | Long Éireannach – Okręt Irlandzki |
| Islandia                                        | Landhelgisgæsla Íslands Straż Przybrzeżna Islandii                                                 | GN (isl.) ICGV (ang.)                    | Varðskip – Statek Strazy Przybrzeżnej Icelandic Coast Guard Vessel – Islandzki Statek Straży Przybrzeżnej |
| Izrael                                          | Heil HaYam HaYisraeliMarynarka Wojenna Izraela                                                     | INS                                      | Israeli Naval Ship – Okręt Marynarki Izraela |
| Jamajka                                         | Jamaica Defence Force (JDF) Coast Guard Straż Przybrzeżna Wojsk Obrony Jamajki                     | HMJS                                     | His/Her Majesty's Jamaican Ship – Jamajski Okręt Jego/Jej Królewskiej Mości |
| Japonia (cesarska)                              | Nippon Kaigun Japońska Cesarska Marynarka Wojenna                                                  | HIJMS (ang.)                             | His Imperial Japanese Majesty's Ship – Japoński Okręt Jego Cesarskiej Mości (nieużywane) |
| Japonia (współczesne)                           | Kaijō Jieitai Japońskie Morskie Siły Samoobrony                                                    | JDS/JS                                   | Japanese Defense Ship / Japanese Ship – Okręt Obrony Japonii / Okręt Japoński |
| Socjalistyczna Federacyjna Republika Jugosławii | Jugoslovenska Ratna Mornarica Jugosłowiańska Marynarka Wojenna 1969-1992                           | RTOP RČ VPBR TČ PČ PO RML RPB P RE PT DČ | Raketna Topovnjača lub Ракетна Топовњача – Kuter rakietowy Raketni Čamac or Ракетни Чамац – Kuter rakietowy Veliki Patrolni Brod or Велики Патролни Брод – Fregata Torpedni Čamac or Торпедни Чамац – Kuter torpedowy Patrolni Čamac or Патролни Чамац – Kuter patrolowy Pomoćni Oružar or Помоћни Оружар – Okręt pomocniczy Rečni minolovac or Речни миноловац – Trałowiec rzeczny Rečni patrolni brod or Речни патролни брод – Rzeczny okręt patrolowy Podmornica or Подморница – Okręt podwodny Razarač Eskortni or Разарач Ескортни – Niszczyciel eskortowy Pomoćni transportni or Помоћни транспортни – Okręt transportowy Desantni čamci or Десантни чамци – Okręt desantowy |
| Federalna Republika Jugosławii                  | Ratna Mornarica Vojske Jugoslavije RМVЈ Marynarka Wojenna Jugosłowiańskich Sił Zbrojnych 1992–2003 | RTOP RČ VPBR TČ PČ PO RML RPB P RE PT DČ | Raketna Topovnjača lub Ракетна Топовњача – Kuter rakietowy Raketni Čamac or Ракетни Чамац – Kuter rakietowy Veliki Patrolni Brod or Велики Патролни Брод – Fregata Torpedni Čamac or Торпедни Чамац – Kuter torpedowy Patrolni Čamac or Патролни Чамац – Kuter patrolowy Pomoćni Oružar or Помоћни Оружар – Okręt pomocniczy Rečni minolovac or Речни миноловац – Trałowiec rzeczny Rečni patrolni brod or Речни патролни брод – Rzeczny okręt patrolowy Podmornica or Подморница – Okręt podwodny Razarač Eskortni or Разарач Ескортни – Niszczyciel eskortowy Pomoćni transportni or Помоћни транспортни – Okręt transportowy Desantni čamci or Десантни чамци – Okręt desantowy |
| Serbia i Czarnogóra                             | Vojska Srbije i Crne Gore Armia Serbii i Czarnogóry                                                | brak                                     | |
| Królestwo Jugosławii                            | Kraljevska jugoslavenska ratna mornarica Królewska marynarka Wojenna Jugosławii                    | KB                                       | Kraljevski brod lub Краљевски брод – Okręt Królewski |
| Kanada                                          | Royal Canadian Navy Królewska Marynarka Wojenna Kanady                                             | HMCS (ang.) NCSM (fr.)                   | His/Her Majesty's Canadian Ship – Kanadyjski Okręt Jego/Jej Królewskiej Mości Navire canadien de Sa Majesté - Kanadyjski Okręt Jego/Jej Królewskiej Mości |
| Kenia                                           | Jeshi la Wanamaji la Kenya Kenyan Navy Marynarka Wojenna Kenii                                     | KNS                                      | Kenyan Naval Ship – Okręt Kenijski |
| Kiribati                                        | Kiribati Police Force Policja Kiribati                                                             | RKS                                      | Republic of Kiribati Ship – Okręt Republiki Kiribati |
| Kolumbia                                        | Armada de la República de Colombia Marynarka Wojenna Kolumbii                                      | ARC                                      | Armada de la República de Colombia |
| Malezja                                         | Royal Malaysian Navy Królewska Marynarka Wojenna Malezji                                           | KD                                       | Kapal Di-Raja – Okręt Jego Królewskiej Mości |
| Meksyk                                          | Armada de la República Mexicana Państwowa Marynarka Wojenna Republiki Meksyku                      | ARM                                      | Armada de la República Mexicana |
| Mjanma                                          | Myanmar Navy Marynarka Wojenna Mjanmy                                                              | UMS                                      | Myanmar Sit Yay Yin - Okręt Związku Mjanmy |
| Namibia                                         | Namibian Navy Marynarka Wojenna Namibii                                                            | NS                                       | Namibian Ship – Okręt Namibii |
| Niemcy (Cesarskie)                              | Kaiserliche Marine Cesarska Marynarka Wojenna                                                      | SMS SM U SMH                             | Seiner Majestät Schiff – Okręt Jego Cesarskiej Mości Seiner Majestät Unterseeboot – Okręt Podwodny Jego Cesarskiej Mości Seiner Majestät Hilfsschiff – Okręt Pomocniczy Jego Cesarskiej Mości |
| Niemcy (III Rzesza)                             | Kriegsmarine Marynarka Wojenna                                                                     | –                                        | brak, nieoficjalnie DKM – Deutsche Kriegsmarine i KMS – Kriegsmarine Schiffe – Niemiecki Okręt Wojenny i Okręt Wojenny |
| Niemcy (RFN)                                    | Bundesmarine Marynarka Związkowa                                                                   | FGS (ang.)                               | Federal German Ship – Okręt Federalnych Niemiec (ozn. NATO) |
| Niemcy (NRD)                                    | Volksmarine Marynarka Ludowa                                                                       | brak                                     | |
| Nigeria                                         | Nigerian Navy Marynarka Wojenna Nigerii                                                            | NNS                                      | Nigerian Naval Ship – Okręt Nigerii |
| Nowa Zelandia                                   | Royal New Zealand Navy Królewska Marynarka Wojenna Nowej Zelandii                                  | HMNZS                                    | His/Her Majesty's New Zealand Ship – Nowozelandzki Okręt Jego/Jej Królewskiej Mości |
| Norwegia                                        | Sjøforsvaret Norweska Królewska Marynarka Wojenna                                                  | KNM                                      | Kongelige Norske Marine – Norweski Okręt Jego Królewskiej Mości |
| Norwegia                                        | Norweska Straż Przybrzeżna                                                                         | KV                                       | Kystvakt – Okręt Norweskiej Straży Przybrzeżnej |
| Oman                                            | البحرية السلطانية العمانية Królewska Marynarka Wojenna Omanu                                       | SNV                                      | Sultanate Naval Vessel – Statek Morski Sułtanatu |
| Palau                                           | Palau Police Policja Palau                                                                         | PSS                                      | Palau State Ship – Statek Państwa Palau (dosł.) |
| Papua-Nowa Gwinea                               | Papua New Guinea Defence Force Wojska Obrony Papui-Nowej Gwinei                                    | HMPNGS                                   | His/Her Majesty's Papua New Guinea Ship – Papuaski Okręt Jego/Jej Królewskiej Mości |
| Pakistan                                        | Pakistan Navy Marynarka Wojenna Pakistanu                                                          | PNS                                      | Pakistani Naval Ship – Okręt Marynarki Pakistanu |
| Peru                                            | Marina de Guerra del Perú Marynarka Wojenna Peru                                                   | BAP                                      | Buque Armada Peruana – Okręt Marynarki Peruwiańskiej |
| Polska                                          | Polska Marynarka Wojenna                                                                           | ORP                                      | Okręt Rzeczypospolitej Polskiej |
| Paragwaj                                        | La Armada Paraguaya Marynarka Wojenna Paragwaju                                                    | ARP (hist.)                              | La Armada Paraguaya |
| Portugalia                                      | Marinha de Guerra Portuguesa Portugalska Marynarka Wojenna                                         | NRP                                      | Navio da República Portuguesa – Okręt Republiki Portugalii |
| Republika Chińska                               | 中華民國海軍 Marynarka Wojenna Republiki Chińskiej                                                 | ROCS                                     | Republic of China Ship – Okręt Republiki Chińskiej |
| Imperium Rosyjskie                              | Rossijskij impieratorskij fłot Rosyjska Flota Imperialna                                           | HIRMS (nieoficjalny)                     | HIRMS – His Imperial Russian Majesty's Ship – Okręt Jego Cesarskiej Rosyjskiej Mości |
| Rosja                                           | Wojenno-Morskoj Fłot Rossii Marynarka Wojenna Rosji                                                | RFS (ang.)                               | Russian Federation Ship – Okręt Federacji Rosyjskiej (ozn. NATO) |
| RPA                                             | South African Navy Południowoafrykańska Marynarka Wojenna                                          | SAS                                      | South African Ship – Okręt Południowoafrykański |
| Rumunia                                         | Forțele Navale Române Marynarka Wojenna Rumunii                                                    | NMS (do 1945 r.)                         | Nava Majestatii Sale – Okręt Jego Królewskiej Mości |
| Rumunia                                         | Forțele Navale Române Marynarka Wojenna Rumunii                                                    | ROS (nieoficjalny)                       | Romanian Ship – Okręt Rumuński |
| Singapur                                        | Republic of Singapore Navy Marynarka Wojenna Republiki Singapuru                                   | RSS                                      | Republic of Singapore Ship – Okręt Republiki Singapuru |
| Słowenia                                        | Slovenska Mornarica Słoweńska Marynarka                                                            | brak                                     | |
| Sri Lanka                                       | Śrī Laṃkā nāvika hamudāva Marynarka Wojenna Sri Lanki                                              | SLNS                                     | Sri Lanka Navy Ship – Okręt Wojenny Sri Lanki |
| Tajlandia                                       | Kong Thap Ruea Thai Królewska Marynarka Tajlandii                                                  | HTMS                                     | His Thai Majesty Ship – Okręt Jego Tajskiej Królewskiej Mości |
| Timor Wschodni                                  | Forças de Defesa de Timor Leste Siły Obronne Timoru Wschodniego                                    | NRTL                                     | Navio da República de Timor Lest – Statek Republiki Timoru Wschodniego |
| Tonga                                           | His Majesty;s Armed Forces Królewskie Siły Zbrojne                                                 | VOEA                                     | Vaka O Ene Afio – Okręt Jego/Jej Królewskiej Mości |
| Trynidad i Tobago                               | Trinidad and Tobago Defence Force Siły Obronne Trynidadu i Tobago                                  | TTS                                      | Trinidad and Tobago Ship – Statek Trynidadu i Tobago |
| Turcja                                          | Türk Deniz Kuvvetleri Turecka Marynarka Wojenna                                                    | TCG                                      | Türkiye Cumhuriyeti Gemisi – Okręt Republiki Tureckiej |
| Tuvalu                                          | Tuvalu Police Force Policja Tuvalu                                                                 | HMTSS                                    | His/Her Majesty's Tuvaluan State Ship – Okręt Państwa Tuwalu Jego/Jej Królewskiej Mości |
| Urugwaj                                         | Armada Nacional del Uruguay Państwowa Marynarka Wojenna Urugwaju                                   | ROU                                      | Republica del Oriental Uruguay – bd. |
| USA                                             | U.S. Navy – Marynarka Wojenna Stanów Zjednoczonych                                                 | USS                                      | United States Ship – Okręt Stanów Zjednoczonych |
| USA                                             | U.S. Navy Military Sealift Command                                                                 | USNS                                     | United States Naval Ship – Morski Okręt Stanów Zjednoczonych |
| USA                                             | U.S. Coast Guard – Straż Przybrzeżna                                                               | USCGC                                    | United States Coast Guard Cutter – Okręt Straży Wybrzeża |
| USA                                             | Okręty, które jeszcze nie weszły do służby                                                         | PCU                                      | Pre-commissioned unit |
| Vanuatu                                         | Vanuatu Police Force Policja Vanuatu                                                               | RVS                                      | Republic of Vanuatu Ship – Statek Republiki Vanuatu |
| Wenezuela                                       | Armada Bolivariana de Venezuela Marynarka Wojenna Wenezueli                                        | FNV                                      | Fuerzas Navales de Venezuela (do 1949 r.) |
| Wenezuela                                       | Armada Bolivariana de Venezuela Marynarka Wojenna Wenezueli                                        | ARV                                      | Armada República de Venezuela (do 1999 r.) |
| Wenezuela                                       | Armada Bolivariana de Venezuela Marynarka Wojenna Wenezueli                                        | ARBV                                     | Armada República Bolivariana de Venezuela |
| Wielka Brytania                                 | Royal Navy – Królewska Marynarka Wojenna                                                           | HMS                                      | His/Her Majesty's Ship – Okręt Jego/Jej Królewskiej Mości |
| Wielka Brytania                                 | Royal Fleet Auxiliary – Królewskie Statki Pomocnicze                                               | RFA                                      | Royal Fleet Auxiliary – Jednostka Pomocnicza Królewskiej Floty |
| Wielka Brytania                                 | Royal Mail – Królewskie Statki Pocztowe                                                            | RMS                                      | Royal Mail Ship – Statek Królewskiej Poczty |
| Królestwo Włoch (1861–1946)                     | Regia Marina Królewska Marynarka Wojenna                                                           | RN                                       | Regia Nave – Okręt Królewski |
| Królestwo Włoch (1861–1946)                     | Regia Marina Królewska Marynarka Wojenna                                                           | R. Smg.                                  | Regio Sommergibile – Królewski Okręt Podwodny |
| Wyspy Cooka                                     | Cook Islands Police Policja Wysp Cooka                                                             | CIPPB (nieoficjalny)                     | Cook Islands Pacific Patrol Boat – Pacyficzna Łódź Patrolowa Wysp Cooka |
| Wyspy Salomona                                  | Royal Solomon Islands Police Królewska Policja Wysp Salomona                                       | RSIPV                                    | Royal Solomon Islands Police Vessel – Statek Królewskiej Policji Wysp Salomona |
| ZSRR                                            | ros. Военно-морской флот СССР (Wojenno-morskoj fłot SSSR) Marynarka Wojenna ZSRR                   | ang. USSRS (nieoficjalny)                | ang. Union of Soviet Socialist Republics Ship – Okręt Związku Socjalistycznych Republik Radzieckich |